# 文学流派
文学流派，或文学运动，是世界各地的傳統文学发展过程中，有相同審美觀點的作家群，在類似的風格下所形成的文学派别、思潮。例如唐代诗歌流派中有边塞诗派。宋朝有豪放词派和江西诗派。
魁杰与羽翼往往是流派构成最基本要素。例如钱谦益为虞山派之創始者，而冯舒、冯班、钱龙惕、邓林梓、严虞惇、陆贻典、钱曾、孙永祚、顾琨、陈玉齐等皆為其羽翼。中國在朝代隆庆以后，诗社和文社大量涌现，並從切磋时文逐渐转向学术与政治，“士之习诗书者，诵读之声比屋相闻，纠盟结社，蜚英海内”。
巴洛克文学是西方文艺复兴運動后期的文学流派，以西班牙的贡哥拉主义、法国的伏瓦蒂尔為代表，和古典主义文学、清教徒文学並稱為十七世纪三大文学。
十九世纪後期自然主义文学产生法国。
現代歐美文學出現過意识流派，以乔伊斯的《尤利西斯》為代表。中国现代文学也曾经出现过的“文学研究会”和“创造社”等。
第一次世界大战后，美国出现了文学流派“迷惘的一代”。第二次世界大战之后，美国又出現了“垮掉的一代”。

## 中國古代文學流派
- 田园诗派：东晋诗人陶渊明，唐代诗人王维、孟浩然。
- 边塞诗派：唐代诗人高适、王昌齡、岑参、李颀、盧綸、王之渙。
- 江西诗派：宋代黄庭坚、杨万里。
- 飄逸诗派：唐代李白
- 豪放派：宋代词人苏轼、辛弃疾、陆游、岳飞。
- 婉约派：宋代词人柳永、秦观、李清照、欧阳修、晏殊、张先、贺铸、周邦彦。
- 雅正派：宋代词人姜夔、史达祖、吴文英。
- 闲逸派：宋代词人僧仲殊、朱敦儒、黃裳、周紫芝。

- 八大骈文家：（清代）袁枚、邵齐焘、刘星炜、吴锡麒、曾燠、洪亮吉、孔广森、 孔星衍。
- 香山九老：（唐代）白居易、胡臬、吉皎、郑据、刘真、卢真、张浑、李元爽、如满。
- 鴛鴦蝴蝶派
- 明代十才子：明代）李梦阳、何景明、徐祯卿、边贡、朱应登、顾邻、陈沂、 郑善夫、康海、王九思
- 唐宋派：明代王慎中、唐顺之、归有光、茅坤
- 竟陵派：明代后期钟惺、潭元春

- 桐城派：清代散文流派。康熙时方苞开创，代表人物有方苞、刘大魁、姚鼐，他们都是安徽桐城人。
- 娄东派：以吴伟业為代表。
- 云间派：以陈子龙為代表。
- 阳湖派：清桐城派的一个支流，以恽敬、张惠言等为代表。
- 湘鄉派：清代散文流派。以曾国藩为代表。
- 揚州學派
- 皖派
- 吳派
- 同光体：活动于清末和辛亥革命后一个诗派。代表作家陈三立、陈衍、沈曾植等。
- 南社：辛亥革命时期的文学团体。由柳亚子、陈去病、高旭等发起。

## 中國现当代文學流派
- 荷花淀派──孙犁、刘绍棠、从维熙、韩映山
- 山药蛋派──赵树理、马烽、西戎、孙谦
- 京派
- 伤痕文学
- 反思文学
- 改革文学
- 寻根文学
- 战后派
- 新兴艺术派
- 白樺派
- 新感覺派
- 新思潮派
- 青春偶像派──梁望峰、深雪、痞子蔡、韩寒等；大多數都由網上創作開始（梁望峰和深雪除外）。
- 勵志文學
- 末日派

## 歐美文學流派
- 象征主义
- 表现主义
- 魔幻寫實